# Station Kruklanki
Station Kruklanki was een spoorwegstation in de Poolse plaats Kruklanki.
Na de verwoestingen in de Tweede Wereldoorlog is alleen de lijn naar Giżycko weer in gebruik genomen. In 1987 is het treinverkeer stilgelegd. Het spoor is daarna opgebroken.